# Vivienne Cassie Cooper
Una Vivienne Dellow (* 29. September 1926 in Auckland, Neuseeland; † 5. Juli 2021) war eine neuseeländische Botanikerin und Planktologin. Sie war eine Vorreiterin bei der Entdeckung und Dokumentation neuseeländischer Algen, insbesondere der Mikroalgen. Sie führte die erste regionale Studie über Phytoplankton durch und wurde eine landesweit führende Expertin für Diatomeen.

## Leben und Werk
Cooper war die Tochter des Lateinlehrers Kenneth John Dellow und der Schneiderin Annie Eveline Dellow. Sie wurde an der Takapuna Grammar School ausgebildet, wo ihr Vater ab 1935 Schulleiter war. Ihr Urgroßvater war 1883 Mitglied des Universitätsrates des Auckland University College, wo sie Biologie und Musik studierte. 1947 erhielt sie dort einen Bachelor of Arts. Mit einem Senior Scholarship in Biologie erlangte sie 1949 einen Master of Arts mit Auszeichnung und erhielt den Fowlds Memorial Prize.
Ein Forschungsstipendienfond ermöglichte ihr ein Vollzeitstudium zur Promotion an der University of Wellington. Sie promovierte 1955 mit einer Dissertation über die marine Algenökonomie des Hauraki-Golfs. Für ihre Forschungen reiste sie an abgelegene Orte, darunter die Great Barrier Island und die Little Barrier Island. Während ihrer Doktorandenzeit war sie als Junior Lecturer am Victoria University College angestellt.

## Forschung in den USA, Europa und Neuseeland
Sie heiratete den Meeresbiologen Morrison Cassie und forschte 1957 als Teilzeitwissenschaftlerin wie ihr Ehemann am N.Z. Oceanographic Institute. Sie durfte dort keine Algenforschung betreiben, sondern wurde mit der Arbeit an marinem Phytoplankton beauftragt, ein Gebiet, welches während dieser Zeit in Neuseeland niemand lehrte.
1960 erhielt sie von der American Association of University Women ein Stipendium in Höhe von 2000 US-Dollar, um am Woods Hole Oceanographic Institution auf der Halbinsel Cape Cod zu arbeiten. Anschließend bereiste sie die Südstaaten der USA und besuchte 40 Forschungseinrichtungen und absolvierte dann einen dreimonatigen Aufenthalt am Institut für Hydrobiologie am in Pallanza am Ufer des Lago Maggiore.
Als sie nach Neuseeland zurückkehrte, wurde ihr am NZ Oceanographic Institute nicht erlaubt, an der Algenkultur zu arbeiten, die sie in den USA erworben hatte. Stattdessen erstellte sie im Rahmen der Transantarktis-Expedition von Sir Vivien Fuchs die erste Untersuchung des neuseeländischen Meeresphytoplanktons und einen Bericht über die Mikroalgen zwischen Neuseeland und der Antarktis. Diese Arbeit schloss sie ab, als sie im siebten Monat schwanger war.
1964 wurde ihr Ehemann zum Mitarbeiter der Zoologischen Fakultät der Universität Auckland ernannt und die Familie zog nach Auckland. Sie wurde dort Demonstratorin in der Abteilung für Botanik. Der Abteilungsleiter hatte eine andere Person mit der Arbeit an marinem Phytoplankton an der neu gegründeten Leigh Marine Research Station beauftragt, und so wurde sie stattdessen angewiesen, an Süßwasser-Phytoplankton aus dem Lake Rotorua zu arbeiten. Nach dem Tod ihres Ehemannes 1974 bekam sie für 14 Tage eine vorübergehende Dozentenstelle.
Die Botanikabteilung des Department of Scientific and Industrial Research (DSIR) (DSIR) bot ihr als Witwe mit zwei Kindern eine Anstellung an. Von 1975 bis zu ihrer Pensionierung im Jahr 1986 forschte sie am DSIR an Süßwasseralgen.

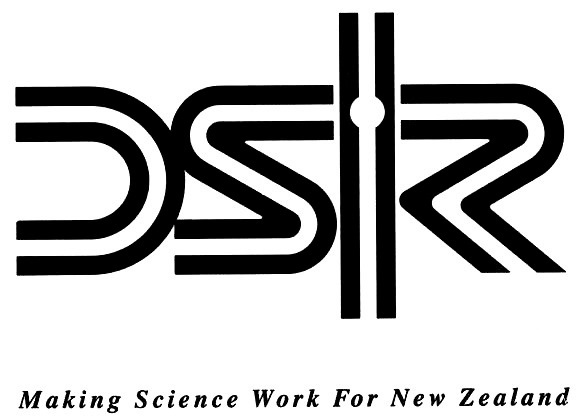
Logo des New Zealand Department of Scientific and Industrial Research (DSIR)

In den 11 Jahren bis zu ihrer Pensionierung veröffentlichte sie zwei Artikel pro Jahr und stellte ein konserviertes Herbarium mit etwa 3000 Proben neuseeländischer Süßwasseralgen zusammen. In den frühen 1980er Jahren reiste sie nach Großbritannien, Ungarn, Australien, Norwegen und Schweden und präsentierte Forschungsergebnisse auf internationalen Konferenzen.
1984 heiratete sie Robert Cooper und besuchte auf der Hochzeitsreise durch die zentrale Vulkanregion Neuseelands 54 Standorte, wo sie Thermalalgen sammelte. Nach der Zusammenstellung der Ergebnisse veröffentlichte sie bei der New Zealand Limnological Society einen Artikel über die Flitterwochen-Algen.
1988 zog sie mit ihrem Ehemann nach Te Kūiti, dann nach Hamilton. Sie war Gastforscherin am National Institute of Water and Atmospheric Research (NIWA) und wissenschaftliche Mitarbeiterin am Manaaki Whenua Landcare Research sowie am Department of Biological Science der University of Waikato.
Sie veröffentlichte 59 Artikel und Berichte, sieben Buchkapitel und das Buch Microalgae: Microscopic Marvels. Mit Ende 80 assistierte sie Studenten im Limnologielabor der University of Waikato und fuhr bis zu ihrem 91. Lebensjahr Auto.
Vivienne Cassie-Cooper starb im Alter von 94 Jahren am 5. Juli 2021.
Die Standard-Autorenabkürzung Cassie und Dellow wird verwendet, um Cooper bei der Nennung eines botanischen Namens als Autorin anzugeben.
Sechs Algen wurden ihr zu Ehren benannt, eine Braunalge Ectocarpus dellowianus, ein Dinoflagellat Gymnodinium cassieorum und vier Kieselalgen, Fragilariforma cassieae, Frustulia cassieae, Gomphoneis minuta var. Cassieae, Navicula cassieana. Cooper beschrieb sechs Makroalgen und sieben Mikroalgen.

## Ehrungen (Auswahl)
- Ehrenmitgliedschaft auf Lebenszeit der New Zealand Limnological Society
- Ehrenmitgliedschaft auf Lebenszeit der New Zealand Marine Science Society
- 1995: New Zealand Marine Sciences Society Award[4]
- 1997: Mitglied des New Zealand Order of Merit[5]
- 2002: Das ehemalige Department of Scientific and Industrial Research (DSIR) veranstaltete ihr zu Ehren ein zweitägiges Symposium über Süßwasseralgen auf seinem Campus in Lincoln[6]
- 2000: lebenslange Mitgliedschaft der Australasian Society for Phycology and Aquatic Botany
- 2017: 150 Women in 150 Words der Royal Society Te Apārangi
- ihr zu Ehren wurden zwei Stipendien eingerichtet: an der University of Auckland der Vivienne Cassie Cooper Award und an der University of Waikato der Waikato Graduate Women Educational Trust Dr. Vivienne Cassie Cooper Award

## Veröffentlichungen
- Micro Algae – Microscopic Marvels. ISBN 978-0-473-03642-3.
- Recent name changes in eukaryotic freshwater algae of New Zealand. New Zealand J. of Botany 39 (4):, 2001, S. 601–616.
- Microalgae: microscopic marvels. Riverside Books, Hamilton, 1996, ISBN 978-0-473-03642-3.
- mit Robert Cecil Cooper: Algae of New Zealand thermal areas. Bibliotheca phycologica 78. 1989, ISBN 978-3-443-60005-1.
- A contribution to the study of New Zealand diatoms. Bibliotheca Diatomologica 17. Borntraeger, 1989, ISBN 978-3-443-57008-8.
- Distribution of Surface Phytoplanton Between New Zealand and Antarctica, December 1957. Trans-Antarctic Expedition, 1955–1958. Scientific reports N.º 7, 1963.
- Marine Phytoplankton in New Zealand Waters. Botanica marina: supplement 2. Ed. Cram, De Gruyter, 1961.